# Cantar es lo que soy
Cantar es lo que soy (en Latinoamérica) o La musica es mi mundo (en España) es el segundo álbum de banda sonora de la primera temporada de la telenovela argentina Violetta, fue lanzado el 23 de noviembre de 2012 por Walt Disney Records.

## Lanzamiento y certificación
El álbum fue grabado durante el rodaje de la segunda parte de la primera temporada de la serie. Fue lanzado 29 de noviembre de 2012 y contiene un CD con diez canciones inéditas de la primera temporada, un DVD con karaoke y la versión no-instrumental de las canciones del primer álbum
En Italia fue publicado el día 18 de marzo de 2013 bajo el título Violetta: La musica è il mio mondo. En la primera semana después de su publicación en ese país ha alcanzado la primera posición en la clasificación. El álbum obtuvo triple disco de platino en Argentina, platino en Uruguay, oro en Venezuela, Colombia y Chile.
En España fue publicado bajo el título Violetta: La música es mi mundo.

## Lista de canciones

### Edición para América Latina
| CD    | |          |  |
| N.º   | Título | Duración |  |
| 1.    | «Ser mejor» (Elenco de Violetta)                                                                           | 3:25     |  |
| 2.    | «En mi mundo» (Versión Bilingüe) (Martina Stoessel y College 11)                                           | 3:35     |  |
| 3.    | «Tu foto de verano» (Jorge Blanco, Nicolás Garnier, Samuel Nascimento, Rodrigo Velilla y Facundo Gambandé) | 2:49     |  |
| 4.    | «Mi perdición» (Rock Bones y Martina Stoessel)                                                             | 3:21     |  |
| 5.    | «Te esperaré» (Jorge Blanco)                                                                               | 3:02     |  |
| 6.    | «Verte de lejos» (Pablo Espinosa)                                                                          | 2:44     |  |
| 7.    | «Cuando me voy» (Jorge Blanco, Nicolás Garnier, Samuel Nascimento, Rodrigo Velilla y Facundo Gambandé)     | 2:55     |  |
| 8.    | «Ahí estaré» (Mercedes Lambre y Facundo Gambandé)                                                          | 3:13     |  |
| 9.    | «Podemos» (Jorge Blanco y Martina Stoessel)                                                                | 3:21     |  |
| 10.   | «Tienes el talento» (Elenco de Violetta)                                                                   | 2:06     |  |
| 29:03 | |          |  |

| DVD | |          |  |
| N.º | Título | Duración |  |
| 1.  | «En mi mundo» (Martina Stoessel)                                                                                     | 3:39     |  |
| 2.  | «Juntos somos más» (Mercedes Lambre, Facundo Gambandé, Lodovica Comello y Candelaria Molfese)                        | 2:57     |  |
| 3.  | «Te creo» (Martina Stoessel)                                                                                         | 3:58     |  |
| 4.  | «Entre tú y yo» (Pablo Espinosa)                                                                                     | 3:24     |  |
| 5.  | «Voy por ti» (Jorge Blanco)                                                                                          | 2:28     |  |
| 6.  | «Habla si puedes» (Martina Stoessel)                                                                                 | 3:24     |  |
| 7.  | «Tienes todo» (Pablo Espinosa y Martina Stoessel)                                                                    | 3:44     |  |
| 8.  | «Are You Ready for the Ride?» (Facundo Gambandé, Jorge Blanco, Nicolás Garnier, Rodrigo Velilla y Samuel Nascimento) | 2:53     |  |
| 9.  | «Junto a ti» (Lodovica Comello y Martina Stoessel)                                                                   | 2:42     |  |

### Edición para Italia
| CD  |                                    |          |  |
| N.º | Título                             | Duración |  |
| 11. | «Nel mio mondo» (Martina Stoessel) |          |  |

| DVD |                                    |          |  |
| N.º | Título                             | Duración |  |
| 10. | «Nel mio mondo» (Martina Stoessel) | 3:35     |  |

## Posiciones y certificaciones

### Charts
| Chart (2012–13)   | Peak position |
| ----------------- | ------------- |
| Argentina (CAPIF) | 3             |
| Italia (FIMI)     | 1             |
| Polonia (ZPAV)    | 5             |

### Certificación
| Región              | Certificaciones |
| ------------------- | --------------- |
| España (PROMUSICAE) | 2x Platino      |
| Chile (CHI)         | Oro             |